# Tramlijn Sint-Michielsgestel - Vught
De tramlijn Sint-Michielsgestel - Vught is een voormalige tramlijn van Sint-Michielsgestel naar Vught in de Nederlandse provincie Noord-Brabant. 

## Geschiedenis
De lijn werd geopend op 1 januari 1899. De Tramwegmaatschappij Sint-Oedenrode - 's-Hertogenbosch (OH) exploiteerde de lijn met een stoomtram tot 27 juni 1899, daarna werd dit een paardentram. De Tramwegmaatschappij Sint-Oedenrode - 's-Hertogenbosch ging in 1906 op in de Tramweg-Maatschappij De Meijerij.
Op 1 januari 1917 werd de lijn gesloten voor personenvervoer en goederenvervoer. De tramrails zijn opgebroken.